# Певки
Певке (на гръцки: Πεύκη; на латински: Peuce; на румънски: Insula Peuce), известен още като Певка, Певки или Пюки, е изчезнал през Средновековието остров, който се е намирал в делтата на Дунав или в най-северната част на Малка Скития.
Наименованието му е произлязло от гръцкото име Πεύκη, което означава „бор“. Името е свързано с гъстите гори, с които е бил обрасъл островът.
Познат е на античните и ранносредновековни автори. Аполоний Родоски (III в. пр.н.е.) съобщава, че р. Дунав обгражда триъгълен остров на име Певка. Псевдо-Скимн (II век пр.н.е.) говори за 5 устия на Дунава и за о-в Певки, голям колкото о-в Родос. Плиний Стари (I в.) говори вече за 6 ръкава на Дунава, от които първият обгръщал о-в Певка. Клавдий Птолемей (II в.), определяйки географската дължина и ширина на о-в Певки, сочи, че се намира до свещеното устие на Дунава. Амиан Марцелин (IV в.) говори за 7 устия на Дунава, от които първото било Певка. Анания Ширакаци (VII в.) споменава в арменската география „Ашхарацуйц“, че Дунав има 6 разклонения на устието си и оформя остров Пюки, на който живее Аспарух.
Певки днес не съществува поради пресъхване на най-южния ръкав от делтата на Дунава. Той е бил със стръмни и пресечени брегове, най-голям и най-южен от островите в делтата. Хипотетичното местонахождение на острова и до днес е предмет на научни спорове и предположения. Някои автори допускат, че античният Певки е обхващал целия район от днешната делта до канала Дунав – Черно море в Румъния, но това е малко вероятно, тъй като големината му би надхвърлила значително тази на о-в Родос. Според друга хипотеза островът е бил разположен по-северно и е заемал платото Бабадаг между днешното устие и изчезнал ръкав на Дунава, започващ западно от гр. Исакча и вливащ се в лиманите Головица и Змейка.
Този остров е районът, където се е състояла битката при Онгъла (680) между хан Аспарух и император Константин IV Погонат. През пролетта на 335 г. пр.н.е. там се проваля Александър Велики, който не успява, по време на Балканския му поход, да надделее над трибалите, водени от Сирм. Певке е и родното място на Аларих I, крал на вестготите, превзел по-късно Рим.
Част от бастарните, която се заселва на острова през II век, получава името певкини. Според гръцката митология на острова е живяла речна нимфа със същото име. На митичния остров спират и аргонавтите при своето черноморско пътешествие.